# Escuela alegórico-dantesca
La escuela alegórico-dantesca italiana es una de las corrientes poéticas del Prerrenacimiento literario español del siglo XV.

## Características
Los autores de esta escuela suelen contraponerse, desde que Juan Alonso de Baena lo hizo en su Cancionero, a los que cultivan, también en ese siglo, la lírica cancioneril de carácter trovadoresco. La escuela alegórico-dantesca prefiere una expresión más culta y artificiosa, con frecuencia alegórica, unos argumentos menos triviales y un contenido moral más elevado. Prefieren el arte mayor, en especial el solemne verso dodecasílabo y la copla de arte mayor. 

## Autores
Está representada por el erudito prosista Enrique de Villena, quien tradujo la Eneida de Virgilio y la Divina Comedia de Dante, y cronológicamente, por los poetas micer Francisco Imperial, de origen italiano y autor de numerosos decires alegóricos, entre ellos el Decir a las siete virtudes (c. 1408) o el Decir de los siete planetas (1405), en celebración del nacimiento de Juan II de Castilla; Íñigo López de Mendoza, Marqués de Santillana, que intenta introducir el Petrarquismo del soneto italianizante y cultiva el poema épico culto con su Comedieta de Ponza; Diego de Burgos, secretario y criado del anterior y poeta asimismo, autor de un desolado planto a su señor y amigo; Juan de Mena (1411-1456), considerado por sus contemporáneos un clásico vivo digno de glosas como las del humanista Francisco Sánchez de las Brozas y que introduce con su Laberinto de Fortuna el gran poema alegórico a la manera de Dante Alighieri, dedicado al monarca, y compone su Omero romançado o Sumas de la Ilíada de Homero (h. 1442 - 1444), prosificación en 36 capítulos de la Ilias -versión latina de la Ilíada-, por encargo de Juan II de Castilla. Y, por último, el ya tardío Juan de Padilla, el Cartujano, (1468-1518), tardío autor del Laberinto del duque de Cádiz, Ponce de León (1493) y otros poemas.
- Datos: Q5839023